# テイラー・ジョーンズ (野球)
テイラー・マイケル・ジョーンズ（Taylor Michael Jones , 1993年12月6日 - ）は、 アメリカ合衆国ワシントン州キング郡ケント出身のプロ野球選手（一塁手、外野手）。右投右打。現在は、フリーエージェント（FA）。

## 経歴

### プロ入りとアストロズ時代
2015年のMLBドラフト35巡目（全体1043位）でシカゴ・カブスから指名されたが、この時は契約しなかった。
2016年のMLBドラフト19巡目（全体577位）でヒューストン・アストロズから指名され、プロ入り。契約後、傘下のA-級トリシティ・バレーキャッツでプロデビュー。70試合に出場して打率.252、8本塁打、38打点、1盗塁を記録した。
2017年はA級クアッドシティーズ・リバーバンディッツとA+級ビューズクリーク・アストロズでプレーし、2球団合計で105試合に出場して打率.222、7本塁打、45打点を記録した。
2018年はAA級コーパスクリスティ・フックスとAAA級フレズノ・グリズリーズでプレーし、2球団合計で123試合に出場して打率.281、18本塁打、80打点、2盗塁を記録した。
2019年はAAA級ラウンドロック・エクスプレスでプレーし、125試合に出場して打率.291、22本塁打、84打点を記録した。オフの11月20日にルール・ファイブ・ドラフトでの流出を防ぐために40人枠入りした。
2020年7月25日にメジャー初昇格を果たし、翌26日のシアトル・マリナーズ戦にて「7番・指名打者」で先発出場してメジャーデビュー（この試合では2打数無安打）。
2022年9月13日にDFAとなった。

### ジャイアンツ傘下時代
2022年9月16日にウェイバー公示を経て、サンフランシスコ・ジャイアンツに移籍した。移籍後は、そのまま傘下のAAA級サクラメント・リバーキャッツに配属された。しかし、結果を残すことはできず、シーズン終了後の11月9日にウェイバーとなり、翌10日にFAとなった。

## 詳細情報

### 年度別打撃成績
| 年 度    | 球 団    | 試 合 | 打 席 | 打 数 | 得 点 | 安 打 | 二 塁 打 | 三 塁 打 | 本 塁 打 | 塁 打 | 打 点 | 盗 塁 | 盗 塁 死 | 犠 打 | 犠 飛 | 四 球 | 敬 遠 | 死 球 | 三 振 | 併 殺 打 | 打 率 | 出 塁 率 | 長 打 率 | O P S |
| -------- | -------- | ----- | ----- | ----- | ----- | ----- | -------- | -------- | -------- | ----- | ----- | ----- | -------- | ----- | ----- | ----- | ----- | ----- | ----- | -------- | ----- | -------- | -------- | ----- |
| 2020     | HOU      | 7     | 22    | 21    | 3     | 4     | 1        | 0        | 1        | 8     | 3     | 0     | 0        | 0     | 0     | 1     | 0     | 0     | 7     | 2        | .190  | .227     | .381     | .608  |
| 2021     | HOU      | 35    | 108   | 102   | 11    | 25    | 8        | 1        | 2        | 41    | 16    | 0     | 0        | 0     | 2     | 4     | 0     | 0     | 29    | 5        | .245  | .269     | .402     | .670  |
| 2022     | HOU      | 1     | 1     | 1     | 0     | 0     | 0        | 0        | 0        | 0     | 0     | 0     | 0        | 0     | 0     | 0     | 0     | 0     | 0     | 0        | .000  | .000     | .000     | .000  |
| MLB：3年 | MLB：3年 | 43    | 131   | 124   | 14    | 29    | 9        | 1        | 3        | 49    | 19    | 0     | 0        | 0     | 2     | 5     | 0     | 0     | 36    | 7        | .234  | .260     | .395     | .655  |

- 2022年度シーズン終了時

### 年度別守備成績
| 年 度 | 球 団 | 一塁（1B） | 一塁（1B） | 一塁（1B） | 一塁（1B） | 一塁（1B） | 一塁（1B） | 左翼（LF） | 左翼（LF） | 左翼（LF） | 左翼（LF） | 左翼（LF） | 左翼（LF） |
| 年 度 | 球 団 | 試 合      | 刺 殺      | 補 殺      | 失 策      | 併 殺      | 守 備 率   | 試 合      | 刺 殺      | 補 殺      | 失 策      | 併 殺      | 守 備 率   |
| ----- | ----- | ---------- | ---------- | ---------- | ---------- | ---------- | ---------- | ---------- | ---------- | ---------- | ---------- | ---------- | ---------- |
| 2020  | HOU   | 3          | 16         | 0          | 0          | 3          | 1.000      | -          | -          | -          | -          | -          | -          |
| 2021  | HOU   | 14         | 83         | 7          | 0          | 7          | 1.000      | 10         | 6          | 2          | 0          | 0          | 1.000      |
| MLB   | MLB   | 17         | 99         | 7          | 0          | 10         | 1.000      | 10         | 6          | 2          | 0          | 0          | 1.000      |

- 2021年度シーズン終了時

### 背番号
- 28（2020年 - 2022年）